# Димитър Каданов (офицер)
 Тази статия е за офицера.  За сина му, учен анатом, вижте Димитър Каданов (анатом).  
Димитър Димитров Каданов е български военен деец, полковник, участник във всички войни в периода (1885 – 1918), командир на 9-и артилерийски полк (1904 – 1913).

## Биография
Димитър Каданов е роден на 14 септември 1860 в село Шипка, Ескизаарско. Първоначално образование получава във Варна, след което, през 1878 година постъпва в Кавалерийското военно училище в Елисаветград, Русия, което завършва с отличие през 1881 г. На 8 септември 1881 е произведен в чин подпоручик и е зачислен във 2-ри артилерийскй полк в Шумен.
В Сръбско-българската война от 1885 г. е командир на полубатарея в 6-а батарея на 2-ри артилерийски полк. Проявява се като способен артилерийски офицер в боя при Драгоман на 10 ноември същата година. Участва в боевете при Цариброд и Пирот. На 5 март 1886 година съгласно Височайши приказ по Българската армия №33 от 29 ноември 1885 година за заслугите си при овладяването на Пирот поручик Каданов е награден с Военен орден „За храброст“ IV степен.
На 30 август 1886 г. е произведен за бойни заслуги в чин капитан и е назначен за командир на батарея в 5-и артилерийски полк в Шумен.
По-късно служи в 9-и артилерийски полк. През Балканската война е командир на 9-и артилерийски полк от 9-а плевенска дивизия, с който участва в артилерийската подготовка при атаката на Одринската крепост. Награден е с орден „За храброст“ III степен. След войната преминава в запас (1913), но през Първата световна война е мобилизиран и командва отново 9-и артилерийски полк. След пробива при Добро поле през септември 1918 година е сред онези български офицери и войници, които се намират на запад от линията на пробива и остават заложници на Антантата. Като френски пленник прекарва 1918 – 1919 г. в лагерите при Сурович, Лерин и Гросети, след което през 1919 г. преминава излиза в запас. До смъртта си е подпредседател на Съюза на запасните офицери.
Полковник Димитър Каданов умира на 30 януари 1932 след продължително боледуване.
Димитър Каданов е женен и има две деца. Баща е на видния български учен анатом, член-кореспондент проф. д-р Димитър Каданов.

## Военни звания
- Подпоручик (8 септември 1881)
- Поручик (30 август 1884)
- Капитан (30 август 1886)
- Майор (1891)
- Подполковник (1895)
- Полковник (1904)

## Награди
- Военен орден „За храброст“ IV степен (5 март 1886)
- Военен орден „За храброст“ III степен